# Christophorus 17
Christophorus 17 ist die Bezeichnung für den Standort eines Notarzthubschraubers des Christophorus Flugrettungsvereins unter dem Dach des Österreichischen Automobil-, Motorrad- und Touring Clubs. Der Notarzthubschrauber ist neben Christophorus 2 und Christophorus 14 einer der rund um die Uhr verfügbaren Notarzthubschrauber in Österreich und wurde auf Initiative der steiermärkischen Landesregierung einsatztaktisch günstig in der geographischen Mitte der Steiermark gelegen bei Sankt Michael in Obersteiermark stationiert, kommt fallweise aber auch überregional zum Einsatz. Hierzu wurde unweit des Autobahnkreuzes St. Michael in Obersteiermark, direkt neben der Landwehrkaserne, ein neuer Stützpunkt errichtet, der auch die örtliche Rot-Kreuz-Dienststelle und ein kleines Katastrophenlager für die Obersteiermark beheimatet. Der Hangar wurde etwas größer dimensioniert, um einer weiteren Maschine im Bedarf auch Platz zur Hangarierung bieten zu können.
Die Einsatzbereitschaft des Hubschraubers ist rund um die Uhr (abhängig von der Witterung) gegeben, der Hubschrauber flog im ersten vollen Jahr nach der Inbetriebnahme bereits über 1000 Einsätze, viele davon auch nachts.
Die eingesetzte Maschine des Typs Airbus Helicopters H135 wird aus dem Flottenpool des Christophorus Flugrettungsvereins gestellt und wird je nach Wartungsbedarf regelmäßig durch eine andere baugleiche Maschine ersetzt.
Seit Mitte Oktober 2022 ist Christophorus 17 unabhängig von der Witterung einsatzbereit, da mit Beginn des 24-Stunden-Betriebes von Christophorus 14 beide steiermärkischen Stützpunkte analog zum niederösterreichischen Pendant Christophorus 2 mit einem Ersatzfahrzeug ausgestattet wurden, mit welchem die medizinische Crew bodengebunden zu Einsätzen ausrücken kann, falls das Wetter einen Hubschraubereinsatz unmöglich macht.